# Exetastes tisiphone
Exetastes tisiphone là một loài tò vò trong họ Ichneumonidae.